# 혁신로 (김천시)
혁신로(Hyeoksin-ro)는 경상북도 김천시 농소면 입석사거리와 김천시 율곡동 용전고차로를 잇는 총 연장 3.334km의 김천시도이다.

## 주요 경유지
경상북도
- 김천시 (농소면 . 남면 . 율곡동)

## 노선
전 구간 지방도 제913호선에 속하므로 이에 대한 별도 표기는 생략한다.
| 이름             | 접속 노선                   | 소재지 | 소재지 | 비고 |
| ---------------- | --------------------------- | ------ | ------ | ---- |
| 용전사거리       | 지방도 제514호선 (아포대로) | 김천시 | 율곡동 |      |
| 김천경찰서사거리 | 혁신7로 혁신8로             | 김천시 | 율곡동 |      |
| 한전기술삼거리   | 혁신6로                     | 김천시 | 율곡동 |      |
| 율곡사거리       | 혁신4로 혁신5로             | 김천시 | 율곡동 |      |
| 동이산사거리     | 혁신3로                     | 김천시 | 율곡동 |      |
| 모산사거리       | 용전로                      | 김천시 | 율곡동 |      |
| 옥산천교         |                             | 김천시 | 남면   |      |
| 입석 교차로      | 국도 제4호선 (영남대로)     | 김천시 | 농소면 |      |
| 벽소로와 직결    |                             |        |        |      |

## 주요 건물 및 시설
- KB국민은행 경북혁신도시점 (혁신로 185/율곡동 781)
- 김천우체국 혁신도시 출장소 (혁신로 274/율곡동 269)
- 한국전력 기술 김천본사 (혁신로 269/율곡동 932)